# Kadjuli
Kadjuli Khan (fl. XII secolo) è stato un condottiero mongolo.
Figlio di Tumbinai Khan, era un generale e condottiero Mongolo, diretto progenitore di Tamerlano.

## Vita
Di lui poco è noto. Fu il primo Khan Tartaro; abbandonando l'Orda Mongola unitaria originale, formò un suo proprio gruppo tribale.

## Genealogia
Era nipote di Shingkor Dokshin e pronipote di Khaidu Khan.
Fu sposato con varie mogli. Uno dei suoi figli fu Erumdji Barlas, Khan progenitore della stirpe dei Barlas, poi padre di Sughutshi Khan.